# El Zapote, Jalpan de Serra
El Zapote är en ort i Mexiko.   Den ligger i kommunen Jalpan de Serra och delstaten Querétaro Arteaga, i den centrala delen av landet, 200 km norr om huvudstaden Mexico City. El Zapote ligger 1 104 meter över havet och antalet invånare är 243.
Terrängen runt El Zapote är lite bergig, och sluttar österut. Runt El Zapote är det ganska glesbefolkat, med 23 invånare per kvadratkilometer. Närmaste större samhälle är Jalpan, 3,2 km öster om El Zapote. I omgivningarna runt El Zapote växer huvudsakligen savannskog.